# 아이패드 에어 (7세대)
아이패드 에어 (7세대)는 애플에서 개발 및 판매하는 태블릿 컴퓨터로, 2025년 3월 4일에 발표되었고 2025년 3월 12일에 출시되었다. 7세대 아이패드 에어는 6세대 아이패드 에어에 사용된 M2 칩을 대체하는 M3 칩을 사용한다.